# Cowboy Cookout Barbecue
Cowboy Cookout Barbecue is een counterservice restaurant in Frontierland in het Disneyland Park in Disneyland Paris. Het opende samen met het park in 1992 en serveert grillgerechten zoals cheeseburgers en braadworsten.
Het restaurant bevindt zich in Cottonwood Creek Ranch, op het uiteinde van Frontierland, en is vormgegeven als een grote rode schuur. De stoelen en tafels zijn een wirwar van verschillende kleuren en modellen alsof ze door de inwoners van Cottonwood Creek zijn meegebracht voor de "cookout". Het restaurant is geïnspireerd op het Amish-land in Indiana.

## Brand
Op 15 december 2023 brak er brand uit op het dak van het restaurant. De bedrijfsbrandweer van het park rukte uit en het volledige Frontierland-gebied werd ontruimt. De schade bleef beperkt tot de buitenkant en het restaurant kon twee dagen later heropent worden.